# Zee Music Company
Zee Music Co. (ZMC) je indická hudební společnost, spadající pod Zee Entertainment Enterprises. Své obchodní aktivity provozuje především v Dillí.

## Historie

Logo používané od roku 2017 do roku 2025.

Společnost Zee Entertainment Enterprises se původně pustila do distribuce hudby se společností Zee Records. Později byla založena společnost Zee Records Home Video.
Od té doby vstoupil do tvrdé konkurence proti společnosti T-Series. Během let spolupracovali se společnostmi Fox Star Studios, UTV Software Communications, Balaji Motion Pictures, Excel Entertainment, Viacom 18 Motion Pictures a Bhansali Productions.
V roce 2018 se společnost Zee Music Company a další hudební vydavatelství Sony Music India rozhodly jednat o sloučení společností, které dosud nesly název Zee Music Company. Převzaly by práva na polovinu práv na filmovou hudbu společnosti Dharma Productions a dalších studií.
V roce 2022 společnost Zee Music Company vypověděla licenční smlouvu se službou pro streamování hudby Gaana, čímž se dotčená alba stala nedostupnými pro přehrávání. Dne 21. března 2023 byla všechna alba distribuovaná společností Zee Music Company odstraněna ze služby Spotify poté, co selhala jednání o prodloužení licenčních smluv.